# С
С هو الحرف الثامن عشر في البلغارية، والتاسع عشر في الروسية، الواحد والعشرون في السيريلية الصربية. شبيه بالحرف اللاتيني <C>، أي إنه واحد من الحروف السيريلية المشاركة في الشكل حروف لاتينية لكنها تصرح بطريقة مختلفة.
نظير هذا الحرف بالعربية هو الحرف <س>، عدا عند تلحق بحرف علة تذوقي فإنها تنطق <سي> (مثال الكلمة الروسية сера <سيرا> أي الكبريت.)
ينحدر هذا الحرف من الحرف اليوناني سيغما أي تحديدا لونيت سيجما، المستعملة في فترات العصور الوسطى لدى اليونان، وليس لدية أي ارتباط بالحرف اللاتيني C، الذي أتى من الحرف گاما؛ وعلى كل، العديد من اللغات (والأسباب مختلفة) تستعمل الحرف C بنفس استعمال الحرف س، وخاصة قبل الحروف i وe (كما في الفرنسية، الإنجليزية، الإسبانية).